# (7363) Esquibel
(7363) Esquibel est un astéroïde de la ceinture principale.

## Description
(7363) Esquibel est un astéroïde de la ceinture principale. Il fut découvert le 18 mars 1996 à Haleakala par le programme NEAT. Il présente une orbite caractérisée par un demi-grand axe de 2,76 UA, une excentricité de 0,12 et une inclinaison de 8,9° par rapport à l'écliptique.

## Compléments